# Miles de Noyers
Miles de Noyers dit « le Grand », né vers 1271 et mort le 21 septembre 1350, seigneur de Noyers, de Chablis et de Vendeuvre, acquéreur en 1338 du comté de Joigny pour son fils Jean, maréchal de France, grand bouteiller de France, est un conseiller important des rois de France dans la première moitié du XIVe siècle. Sa carrière culmine sous Philippe VI de Valois.

## Biographie

### Un seigneur bourguignon
Il est le fils de Miles VIII de Noyers, bouteiller de Bourgogne, et de Marie de Châtillon (fille de Gaucher IV et sœur du connétable Gaucher V de Châtillon). Il hérite des terres de son père à la mort de celui-ci en 1291. Sa sœur Helissent Ire († 1347) est abbesse de Jouarre de 1310 à 1345.
Dès l'âge de 24 ans, en 1295, ce seigneur bourguignon renonce à son indépendance et reconnaît la suzeraineté du duc de Bourgogne, en échange de sept mille livres parisis.
En 1296, il reçoit de son oncle le connétable Gaucher de Châtillon la terre de Villebertin. Il devient ensuite garde des foires de Champagne et de Brie. Membre de la cour de Robert II de Bourgogne, il devient son grand bouteiller et est un de ses exécuteurs testamentaires en 1302. S'il passe ensuite au service du roi, il remplit également ses devoirs envers le duc de Bourgogne, et est ainsi gardien du duché en 1309.

### Maréchal de Philippe le Bel
Miles de Noyers se distingue lors des guerres flamandes menées par Philippe le Bel.
En 1302 il participe ainsi à la désastreuse bataille de Courtrai et est fait maréchal de France l'année suivante. Au mois de septembre 1303, il est fait prisonnier par les bourgeois d'Arras révoltés, en compagnie du connétable Gaucher de Châtillon. Une trêve, certes de courte durée, conclue peu après lui permit de retrouver la liberté.
En 1304, il se serait fait remarquer de manière héroïque à la bataille de Mons-en-Pévèle en sauvant l'oriflamme de France. Il aurait assuré la mise en défense de Lille entre 1305 et 1310.

### Sous les derniers Capétiens
En 1315 le maréchal de Noyers fait partie de la commission chargée d'examiner les comptes du coadjuteur Enguerrand de Marigny, puis assiste à l'expédition avortée de Louis X le Hutin contre les Flamands révoltés. S'il perd ses fonctions de maréchal, il devient souverain du trésor et est ainsi à la tête de l'administration financière du royaume.
Noyers est l’un des exécuteurs testamentaires de Louis X en l’an 1316. Le nouveau roi Philippe V lui retire la direction des finances au profit d'un de ses fidèles, Henri de Sully. Néanmoins il demeure un important conseiller royal et continue d'effectuer plusieurs missions officielles. Philippe V le nomme également sénéchal de Beaucaire en 1321. Sous ce règne, en sa qualité de capitaine de la ville de Calais, il joue un rôle important dans la guerre contre les Flamands.
Il reste très écouté sous le pâle règne de Charles IV, dernier roi appartenant à la lignée des Capétiens directs. Il participe en 1324 à la campagne de Guyenne menée par Charles de Valois contre les troupes anglaises. En 1326, il récupère un poste majeur dans l'administration financière du royaume, en devenant président de la chambre des comptes, fonction qu'il partage avec son oncle maternel le connétable Gaucher de Châtillon.

### Le conseiller de Philippe de Valois

#### Une faveur intacte (1328-1331)
À l'avènement de Philippe VI de Valois en 1328, Miles de Noyers conserve à nouveau toutes les faveurs royales et reste ainsi à la tête de la chambre des comptes, où son autorité s'affirme. Preuve de son crédit, il reçoit une partie des biens du trésorier de Charles IV Pierre de Rémi, exécuté pour malversations. Il sauve même le nouveau roi lors de la bataille de Cassel en le prévenant de l’arrivée des Flamands. Grâce à lui, ceux-ci sont battus.
Noyers devient peu après gouverneur d'Artois après la disgrâce et le procès de Robert d'Artois.
Son activité diplomatique reste intense, puisqu'il mène en 1331 des négociations avec le roi d'Angleterre Édouard III.

#### Une courte disgrâce (1331-1335)
Miles de Noyers se retrouve cependant éloigné du pourvoir entre 1331 et 1335, de même qu'un autre grand serviteur de la monarchie, Guillaume Flote. Cette semi-disgrâce semble être l'œuvre du clan du chancelier Guillaume de Sainte-Maure, qui dirige alors le conseil royal. Noyers revient alors dans le sillage de son suzerain le duc Eudes IV de Bourgogne, par ailleurs très influent sur l'esprit du roi, son beau-frère (Philippe VI est le mari de Jeanne de Bourgogne).

#### Principal conseiller (1335-1344)

##### Le clan bourguignon
Après la mort du chancelier Sainte-Maure en janvier 1335, Miles de Noyers s'affirme peu à peu comme le principal conseiller du « roi trouvé » et le dirigeant de la diplomatie du royaume. Son retour en grâce est marqué par la délégation officielle qu'il dirige pour saluer le pape Benoît XII à Avignon. Il accompagne ensuite le roi dans son voyage à travers le Midi de la France.
Toujours soutenu par le duc Eudes, il s'entoure d'une équipe de serviteurs bourguignons qui supplée la clientèle de Sainte-Maure et assiste le roi pendant près de dix ans. Sa carrière culmine en 1336 avec son accession au titre convoité de Grand bouteiller de France. Philippe VI se montre très bienveillant envers Noyers, et lui assigne comme secrétaire un de ses clercs. De plus, les archives de la Maison de Noyers démontrent que la plupart des questions débattues en conseil sont d'abord soumises au Grand bouteiller.
Miles de Noyers peuple la cour de ses parents, amis, vassaux, tous originaires de Bourgogne, et plus précisément de l'actuel département de l'Yonne. On peut ainsi citer Oudard d'Estaules, maître de l'écurie royale, Jean d'Argenteuil, maître d'hôtel du roi ou l'échanson Gille de Maligny. Le nouveau chancelier Gui Baudet, personnage effacé, est également bourguignon et semble soumis au Grand bouteiller. Miles de Noyers est aussi parent d'Anseau de Joinville, fils du mémorialiste et membre important du conseil depuis Philippe V. Homme prudent, il évite toutefois d'apparaître comme un conseiller omnipotent, se souvenant de l'exemple malheureux d'Enguerrand de Marigny, tout-puissant sous Philippe IV et pendu sous le règne suivant.
Cette clientèle bourguignonne, et dans une moindre mesure champenoise avec les amis du maréchal Anseau de Joinville, associée aux banquiers auvergnats très influents à la cour, constitue un parti important capable de renforcer la fragile royauté de Philippe de Valois. Celle-ci s'offre ainsi une assise solide fondée sur les provinces de l'Est et du Centre.
À noter que Philippe VI lui confie l'éducation du jeune Charles de La Cerda, futur favori et connétable de Jean II le Bon. Une certaine filiation s'effectue entre eux, et l'on peut voir par certains aspects une continuité entre l'équipe de Miles de Noyers et le parti royal du futur Jean le Bon, dont La Cerda est l'élément moteur.

##### Évolutions du conseil et de la chambre des comptes
Président de la chambre des comptes depuis 1326, l'avènement de Philippe VI n'a rien changé aux compétences de Miles de Noyers en ce domaine. Lors des trois premières années du nouveau règne, il fait entrer avec Joinville des Bourguignons et des Champenois à la chambre dont ils prennent le contrôle. Mais à partir de 1331, le chancelier de Sainte-Maure le supplante et place aux finances son équipe constituée par les trésoriers Martin des Essars et Pierre Forget. La présidence de la chambre est supprimée.
En 1335, avec la faveur du roi, Noyers récupère son office et préside seul la chambre pendant deux ans, avant d'être assisté par le sire de Vaud et Mathieu III de Trie. En 1338 arrivent Anseau de Joinville et Gille de Soyecourt, autres amis du bouteiller. À vrai dire, les fonctions de souverain de la chambre et de conseiller royal ont alors tendance à se confondre. Ainsi le conseil royal se tient souvent à la chambre, et des maîtres ordinaires des comptes y assistent. À partir de 1337, avec le déclenchement de la guerre et les campagnes à répétition, Philippe VI délègue une partie de ses responsabilités à ses principaux conseillers, tous souverains de la chambre : outre Noyers, le chancelier Guillaume Flote et Jean de Marigny.
Cette transmission partielle des compétences à la chambre des comptes n'est pas sans soulever des mécontentements, venant pour la plupart des conseillers initiaux de Philippe de Valois, issus de l'entourage de Guillaume de Sainte-Maure. Ainsi au début de son règne, Philippe VI réunit de grandes assemblées consultatives, réunissant des représentants des villes. Passé 1335, Noyers met fin à cette pratique et organise une commission restreinte, avec une dizaine de conseillers royaux se partageant les responsabilités. Autre évolution notable : le conseil se sédentarise et n'accompagne plus systématiquement le roi dans tous ses déplacements.

##### La mise en défense du Royaume
Diplomate de talent et ancien homme de guerre, Noyers prépare la défense du royaume en vue d'un conflit avec l'Angleterre qui paraît imminent. En mai 1335, il annexe la place Sainte-Colombe en Viennois, afin de brider les ambitions du dauphin Humbert II.
Pour protéger la Champagne, le roi achète la seigneurie de Vaucouleurs. Philippe VI prend sous sa sauvegarde Tilly-sur-Meuse et Saulmory, et s'assure de la fidélité du jeune comte de Bar, placé sous sa tutelle.
Au nord, il acquiert L'Écluse, Crèvecœur-sur-l'Escaut, Arleux, Saint-Souplet, Rumilly et Cambrai (cf. l'article Guillaume de Termonde, à l'alinéa de son fils cadet Jean).
Miles de Noyers s'occupe de la fortification de ces places, et fait ainsi remettre en état les murailles de Douai, Bruges et Lille.
Il conclut diverses alliances, notamment avec Alphonse XI de Castille en décembre 1336, mais aussi avec la république de Gênes, la principauté de Monaco, la marche de Montferrat, ainsi qu'avec Jean l'Aveugle, comte de Luxembourg et empereur romain germanique.

##### La guerre et les crises
La guerre de Cent Ans qui débute en 1337 et les échecs de la politique royale vont fragiliser la position de Miles Noyers et du conseil. Marginalisés au sein du gouvernement, ceux que Raymond Cazelles appelle les « hommes de l'Ouest » s'agitent. Normands, Bretons, sont dans un premier temps employés par Philippe VI aux préparatifs d'une invasion de l'Angleterre, mais la défaite de L'Écluse en 1340 met un terme à ces espoirs. Ces provinces deviennent dès lors d'importants foyers d'agitation qui à terme ébranlent fortement la fragile royauté des Valois.
La situation se complique en 1341 avec la guerre de Succession de Bretagne. Philippe VI appuie le prétendant Charles de Blois contre Jean de Montfort, soutenu par l'Angleterre. En 1342, avec l'intervention anglaise, les Français perdent de nombreuses places en Bretagne, et il faut tout l'habileté diplomatique de Miles de Noyers pour empêcher Nantes d'ouvrir ses portes aux montfortistes.
En Normandie, de nombreux barons s'agitent contre le pouvoir royal. Au début de 1343, Geoffroy d'Harcourt entreprend une guerre privée contre la famille rivale de Tancarville, proche des Valois. La rébellion est écrasée, et une partie des comploteurs est sévèrement châtiée. Néanmoins le Parlement, très peu actif depuis quelques années, fait preuve de clémence envers certains accusés et sanctionne même des abus de pouvoir commis par des sergents royaux. Ainsi cette institution retrouve de l'importance et affirme son indépendance par rapport au conseil.

##### LesÉtats générauxde 1343
Malgré la trêve de Malestroit signée le 19 janvier 1343 et l'arrêt provisoire des hostilités, les besoins du trésor royal restent grands. Philippe de Valois est contraint de conserver la taxe exceptionnelle de quatre deniers par livre, ainsi que de renforcer l'organisation de la gabelle. Pour ne rien arranger, les récoltes sont mauvaises et la monnaie ne cesse de se déprécier. Dans les campagnes, le pouvoir d'achat des paysans et des seigneurs s'effondre, tout comme les rentes de la bourgeoisie.
Ceci ne fait que renforcer un vif mécontentement qui frappe le roi et son conseil. De plus, l'autorité et la faveur dont jouit Eudes de Bourgogne entraîne rancunes et jalousies, qui rejaillissent sur sa clientèle incarnée par Miles de Noyers.
C'est dans ce contexte que le roi réunit les États à Paris en août 1343. Il porte le débat sur la monnaie, mais entend bien à terme faire accepter un renforcement de la fiscalité. Comme on pouvait l'attendre, les villes ne se laissent pas faire. Elles acceptent de payer l'impôt, mais imposent leur condition : le retour à une monnaie forte. Philippe de Valois est obligé de céder.

#### L'éloignement
Ces États marquent la fin du « gouvernement bourguignon ». On assiste en effet à partir de 1344 à une restructuration du conseil. Miles de Noyers voit peu à peu ses alliés disparaître. Les maréchaux Anseau de Joinville et Matthieu de Trie sont morts respectivement en 1342 et en 1344. Le sire de Vaud est retourné dans sa province tandis que Gille de Soyecourt s'efface. Noyers lui-même n'apparaît plus guère au conseil après juin 1344.
Le parti bourguignon se retrouve en retrait, tandis qu'apparaissent ou s'affirment des conseillers venus de l'ouest: des Normands comme Jean de Marigny ou le connétable d'Eu, des picards comme Jean de Nesle-Offémont, des Bretons comme Jean Chastelier.Toute cette équipe est dirigée par le chancelier Guillaume Flote, qui supplante Noyers en tant que principal conseiller. En revanche, le crédit du duc de Bourgogne reste intact.

### Fin de carrière
Bien que son rôle soit désormais réduit, Miles de Noyers apparaît épisodiquement au conseil jusqu'à sa mort, et conserve sa charge de grand bouteiller.
Chargé, avant la bataille de Crécy, d’aller reconnaître le camp des Anglais, il conseille au roi de différer l’attaque jusqu’au lendemain. Mais les troupes ne peuvent être arrêtées. « Ni le Roi, ni ses maréchaux, dit Froissart, ne purent être maître de leur gens… Et le roi alla si avant qu’il frappa un bon coup, même trois, même quatre ; et ainsi firent tous ceux qui l’accompagnaient ». La chronique veut qu'il ait sauvé l'étendard royal.
Il meurt le 21 septembre 1350 à près de quatre-vingts ans, un âge remarquable pour l'époque. Son fils Jean Ier, comte de  Joigny, assure la succession.

### Unions et postérité
Miles IX de Noyers contracte trois unions avec : 1° Jeanne de Rimogne ; 2° Jeanne de Dampierre-Flandre (fille de Jean II de Dampierre, fils de Jean Ier, fils du consort de Flandre Guillaume) ; 3° Jeanne de Montfaucon-Montbéliard d'Antigny, arrière-arrière-petite-fille du comte Richard III, qui lui donnent sept enfants :
- 1° Miles X de Noyers dit le Bossu († 1349), seigneur de Noyers, dont la descendance s'éteint avec son fils Miles XI († 1370) et son petit-fils Miles XII († 1369)
- 2° Gautier ou Gaucher, † 1339/1344, x 1328 Marguerite de Picquigny vidamesse d'Amiens, sans postérité
- 2° Marguerite, x 1321 Jean III de Châteauvillain, d'où la suite des seigneurs de Châteauvillain et d'Arc-en-Barrois
- 2° Mathilde/Mahaut, x 1331 Eudes VI de Grancey de Louvois, † 1389, d'où la suite des sires de Grancey et de Louvois (cf. Jean IV de Châteauvillain)
- 2° Hélissent II abbesses de Jouarre après sa tante et homonyme de 1345 à 1357
- 2° Jeanne  abbesse de Jouarre de 1365 à 1375 ;
- 3° Jean Ier († 1361) comte de Joigny en 1337, dont :
  - Miles XIII († 1376) de Joigny et de Noyers, dont postérité : suite des comtes de Joigny
  - Marguerite abbesse de Jouarre de 1375 à 1383
  - Jean, seigneur de Rimancourt,
  - Marie abbesse de Jouarre de 1383 à 1386/1390

## Dans la fiction
Miles de Noyers est un personnage mineur de la série de romans à succès Les Rois maudits de Maurice Druon. Dans l'adaptation télévisuelle de 1972, son rôle est interprété par Michel Favory.

## Sources
- Joseph Petit, Charles de Valois, Paris, 1900
- Raymond Cazelles, La Société politique et la crise de la royauté sous Philippe de Valois, Bibliothèque elzévirienne, Paris, 1958
- Jean Favier, La Guerre de Cent Ans, Fayard, 1980.  (ISBN 2213008981)
- Françoise Autrand, Charles V, Fayard, 1994
- Généalogie
- article de Fabrice Cayot évoquant le rôle de Miles de Noyers dans la défense du château de Lille
- Dominique Dubois, Mile X de Noyers : le Magnifique (édition « les Amis du Vieux Noyers » 2013)
- Dominique Dubois, Les Noyers du XIe au XVe siècle histoire, épique d'une dynastie médiévale  (AVN 2015)